# 錦戸亮 LIVE TOUR 2019 "NOMAD"
『錦戸亮 LIVE TOUR 2019 "NOMAD"』（にしきどりょう ライブツアー 2019 ノマド）は、2019年11月1日から同年12月19日にかけて開催された、錦戸亮のライブツアー。2020年4月15日にNOMAD RECORDSから1枚目のライブBlu-ray/DVDとして発売された。

## 概要
- 自身初のライブBlu-ray/DVD。
- 本作はWIZY限定盤(Blu-ray/DVD)、初回限定盤(Blu-ray/DVD)、通常盤(Blu-ray盤/DVD)の6形態でリリース。
- 追加公演を含め、2019年11月1日から開催された自身初のソロライブツアー『錦戸亮 LIVE TOUR 2019 "NOMAD"』の千秋楽である2019年12月19日の東京・LINE CUBE SHIBUYA公演を収録。
- WIZY限定盤には、2019年12月16日・19日に自身のアルバム『NOMAD』の発売記念イベントとして開催された、『錦戸亮 "NOMAD" リリース記念スペシャル・イベント』の映像を収録。更に、WIZY限定 100Pスペシャルフォトブックを付属しており、スリーブケース付きBOX仕様となっている[9]。
- 初回限定盤には、Disc.2に本ライブツアーの2019年11月22日の東京・豊洲PIT公演を収録。更に、48Pのフォトブックが付属しており、スリーブケース付きBOX仕様となっている。
- 通常盤には、本編映像の他に、本ライブツアーのメイキングを収録。更に、収録公演のライブ音源が収録された「錦戸亮 LIVE TOUR 2019 "NOMAD" ライブアルバムCD」を付属。

## 公演日程
| 年     | 月   | 日   | 開演時間 | 会場                                  |
| ------ | ---- | ---- | -------- | ------------------------------------- |
| 2019年 | 11月 | 1日  | 19:00    | 豊洲PIT（東京都）                     |
| 2019年 | 11月 | 5日  | 19:00    | Zepp Fukuoka（福岡県）                |
| 2019年 | 11月 | 7日  | 19:00    | Zepp Nagoya（愛知県）                 |
| 2019年 | 11月 | 12日 | 19:00    | Zepp Tokyo（東京都）                  |
| 2019年 | 11月 | 13日 | 19:00    | Zepp Tokyo（東京都）                  |
| 2019年 | 11月 | 16日 | 14:30    | 仙台PIT（宮城県）                     |
| 2019年 | 11月 | 16日 | 18:30    | 仙台PIT（宮城県）                     |
| 2019年 | 11月 | 19日 | 19:00    | Zepp Osaka Bayside（大阪府）          |
| 2019年 | 11月 | 20日 | 19:00    | Zepp Osaka Bayside（大阪府）          |
| 2019年 | 11月 | 22日 | 19:00    | 豊洲PIT（東京都）                     |
| 2019年 | 11月 | 23日 | 17:30    | 豊洲PIT（東京都）                     |
| 2019年 | 11月 | 27日 | 19:00    | なんばHatch（大阪府）                 |
| 2019年 | 11月 | 28日 | 19:00    | なんばHatch（大阪府）                 |
| 2019年 | 12月 | 16日 | 19:00    | 神戸国際会館 こくさいホール（兵庫県） |
| 2019年 | 12月 | 18日 | 19:00    | LINE CUBE SHIBUYA（東京都）           |
| 2019年 | 12月 | 19日 | 19:00    | LINE CUBE SHIBUYA（東京都）           |

## 販売形態
- 発売日：2020年4月15日
  - WIZY限定盤（NOMAD-004：Blu-ray）
    - スリーブケース付きBOX仕様
    - WIZY限定スペシャルフォトブック（100P）封入

  - WIZY限定盤（NOMAD-005：DVD）
    - スリーブケース付きBOX仕様
    - WIZY限定スペシャルフォトブック（100P）封入

  - 初回限定盤（NOMAD-006：2Blu-ray）
    - スリーブケース付きBOX仕様
    - フォトブック（48P）封入

  - 初回限定盤（NOMAD-007：2DVD）
    - スリーブケース付きBOX仕様
    - フォトブック（48P）封入

  - 通常盤（NOMAD-008：Blu-ray+CD）
    - 特典CD：「錦戸亮 LIVE TOUR 2019 "NOMAD" ライブアルバムCD」封入

  - 通常盤（NOMAD-009：DVD+CD）
    - 特典CD：「錦戸亮 LIVE TOUR 2019 "NOMAD" ライブアルバムCD」封入

## チャート成績
- オリコンチャート
  - 初週34,618枚を売り上げ、2020年4月27日付の「オリコン週間 ミュージックDVD・Blu-rayランキング」で週間3位を獲得した[1]。
  - 初週16,090枚を売り上げ、2020年4月27日付の「オリコン週間 ミュージックDVDランキング」で週間3位を獲得した[2]。
  - 初週18,528枚を売り上げ、2020年4月27日付の「オリコン週間 ミュージックBlu-rayランキング」で週間2位を獲得した[3]。
  - 初週45,927枚を売り上げ、2020年4月27日付の「オリコン週間 DVDランキング」で週間3位を獲得した[4]。
  - 初週110,906枚を売り上げ、2020年4月27日付の「オリコン週間 Blu-rayランキング」で週間3位を獲得した[5]。

## 収録内容

### 本編映像（セットリスト）
1. Point of Departure
2. バッジ
3. ホンキートンクラプソディ
4. code
5. Traffic
6. スケアクロウ
7. オールドスクール
8. 狛犬
9. いとしのエリ
10. 罰ゲーム
11. Half Down
12. ヤキモチ
13. アンブレラ
14. Potential
15. Tokyoholic
16. ノマド
17. オモイデドロボー

### 特典映像

#### WIZY限定盤
| #  | タイトル                                      | 作詞 | 作曲・編曲 |
| -- | --------------------------------------------- | ---- | ---------- |
| 1. | 「錦戸亮 Album "NOMAD" リリースイベント映像」 |      |            |

#### 初回限定盤
| #   | タイトル                     | 作詞 | 作曲・編曲 |
| --- | ---------------------------- | ---- | ---------- |
| 1.  | 「Point of Departure」       |      |            |
| 2.  | 「バッジ」                   |      |            |
| 3.  | 「ホンキートンクラプソディ」 |      |            |
| 4.  | 「code」                     |      |            |
| 5.  | 「Traffic」                  |      |            |
| 6.  | 「スケアクロウ」             |      |            |
| 7.  | 「オールドスクール」         |      |            |
| 8.  | 「狛犬」                     |      |            |
| 9.  | 「いとしのエリ」             |      |            |
| 10. | 「罰ゲーム」                 |      |            |
| 11. | 「Half Down」                |      |            |
| 12. | 「ヤキモチ」                 |      |            |
| 13. | 「アンブレラ」               |      |            |
| 14. | 「Potential」                |      |            |
| 15. | 「Tokyoholic」               |      |            |
| 16. | 「ノマド」                   |      |            |

#### 通常盤
| #  | タイトル                                         | 作詞 | 作曲・編曲 |
| -- | ------------------------------------------------ | ---- | ---------- |
| 1. | 「錦戸亮 LIVE TOUR 2019 "NOMAD" メイキング映像」 |      |            |

### 特典CD（通常盤）
1. 錦戸亮 LIVE TOUR 2019 "NOMAD" ライブアルバムCD（豊洲PIT公演〈2019年11月22日〉）